# Капдевиль, Пауль
Пауль Херард Капдевиль Кастро (исп. Paul Gerard Capdeville Castro; родился 2 апреля 1983 года в Сантьяго, Чили) — чилийский профессиональный теннисист.
- победитель 1 турнира ATP в парном разряде.

## Общая информация
Пауль — один из двух детей Гильермо и Эммы Капдевиль; его старшего брата зовут Уильям (ныне является менеджером Пауля, а раньше также пробовавший себя в протуре). Родители работают на заводе, производящем автозапчасти.
В теннисе с девяти лет; любимое покрытие — грунт. Увлекается футболом и игрой на гитаре.

## Спортивная карьера
В профессиональном теннисе с 2002 года. В 2003 году в парном разряде выигрывает первый турнир из серии «фьючерс». В сентябре того же года дебютировал в основных соревнованиях ATP-тура, пройдя квалификационный отбор на турнире в Коста-де-Суипе. В апреле 2005 года в Боготе выиграл дебютный для себя «челленджер». В августе он дебютировал на турнире серии Большого шлема Открытом чемпионате США, где вышел во второй раунд, победив француза Поля-Анри Матьё. В феврале 2006 года на турнире в Мемфисе в первом раунде обыграл № 14 в мировом рейтинге на тот момент Томми Робредо — 4-6, 7-6(3), 6-4, затем взяв верх над хорватом Иво Карловичем — 7-6(1), 3-6, 7-5, Капдевиль впервые вышел в четвертьфинал турнира ATP, уступив затем бельгийцу Кристофу Влигену. На Открытом чемпионате Франции выходит во второй раунд, переиграв Грега Руседски 6-3, 6-1, 4-6, 7-6(7), но уступив Марио Анчичу.
В 2007 году, пройдя три раунда квалификации сыграл на Открытом чемпионате Австралии. В матче первого раунда чилиец обыграл Жюльена Беннето, а во втором проиграл Станисласу Вавринке. В феврале выиграл первый титул на турнирах ATP: случилось это событие на его родине — на турнире в Винья-дель-Маре, где в парном разряде он смог победить, выступая совместно с испанцем Оскаром Эрнандесом. В апреле он побеждает на «челленджере» в Флорианополисе. В июле вышел в четвертьфинал турнира в Вашингтоне. Пробившись на Открытый чемпионат США через квалификацию, Пауль дошёл до второго раунда, где сыграл против действующего № 1 в мире Роджера Федерера, уступив 1-6, 4-6, 4-6. В конце 2007 года впервые попал в Топ-100 в мировом рейтинге. В июле 2008 года выходит в четвертьфинал в Индианаполисе. В августе и сентябре выиграл «челленджеры» в Бингемтоне и Аракажу.
В феврале 2009 года выходит в четвертьфинал турнира в Винья-дель-Маре. В апреле на турнире в Эшториле ему впервые удалось пройти в полуфинал. В матче первого раунда того турнира Капдевиль переиграл № 19 в мире — Давида Налбандяна — 6-2, 6-2. В августе защитил титул на «челленджере» в Бингемтоне. В 2010 году результаты чилийца ухудшились, из-за чего Пауль на время вылетел в третью сотню. Лишь в конце года смог выиграть один «челленджер» в Гуаякиле. В 2011 выиграл два «челленджера» в Гвадалахаре и Бингемтоне, а в 2012 году ещё один — в Сантьяго. В 2013 году выиграл «челленджер» в Сан-Паулу.

## Рейтинг на конец года
| Год  | Одиночный рейтинг | Парный рейтинг |
| 2013 | 154               | 624            |
| 2012 | 166               | 322            |
| 2011 | 131               | 372            |
| 2010 | 165               | 520            |
| 2009 | 129               | 661            |
| 2008 | 111               | 660            |
| 2007 | 102               | 191            |
| 2006 | 149               | 292            |
| 2005 | 148               | 210            |
| 2004 | 305               | 195            |
| 2003 | 455               | 281            |
| 2002 | 816               | 1 155          |
| 2001 | 1 383             | 1 343          |
| 2000 |                   | 1 103          |
| 1999 | 1 298             |                |

## Выступления на турнирах

### Финалы турниров в одиночном разряде

#### Финалы челленджеров и фьючерсов в одиночном разряде (22)

##### Победы (10)
| Условные обозначения |
| Челленджеры (10+3)   |
| Фьючерсы (0+5)       |

| Титулы по покрытиям | Титулы по месту проведения матчей турнира |
| ------------------- | ----------------------------------------- |
| Хард (4+1)          | Зал (0)                                   |
| Грунт (6+7)         | Зал (0)                                   |
| Трава (0)           | Открытый воздух (10+8)                    |
| Ковёр (0)           | Открытый воздух (10+8)                    |

| №   | Дата            | Турнир                  | Покрытие | Соперник в финале  | Счёт           |
| 1.  | 24 апреля 2005  | Богота, Колумбия        | Грунт    | Пабло Гонсалес     | 6-3 6-4        |
| 2.  | 29 апреля 2007  | Флорианополис, Бразилия | Грунт    | Хуан Пабло Гусман  | 7-6(0) 6-0     |
| 3.  | 10 августа 2008 | Бингемтон, США          | Хард     | Раджив Рам         | 4-6 6-3 6-1    |
| 4.  | 4 октября 2008  | Аракажу, Бразилия       | Грунт    | Тьяго Алвес        | 7-5 6-4        |
| 5.  | 16 августа 2009 | Бингемтон, США          | Хард     | Кевин Андерсон     | 7-6(7) 7-6(11) |
| 6.  | 13 ноября 2010  | Гуаякиль, Эквадор       | Грунт    | Диего Хункейра     | 6-3 3-6 6-3    |
| 7.  | 26 июня 2011    | Гвадалахара, Мексика    | Хард     | Пьер-Людовик Дюкло | 7-5 6-1        |
| 8.  | 14 августа 2011 | Бингемтон, США          | Хард     | Уэйн Одесник       | 7-6(4) 6-3     |
| 9.  | 11 марта 2012   | Сантьяго, Чили          | Грунт    | Антонио Веич       | 6-3 6-7(5) 6-3 |
| 10. | 28 апреля 2013  | Сан-Паулу, Бразилия     | Грунт    | Ренсо Оливо        | 6-2 6-2        |

##### Поражения (12)
| №   | Дата            | Турнир                 | Покрытие | Соперник в финале | Счёт                |
| 1.  | 27 апреля 2003  | Сантьяго, Чили         | Грунт    | Давид Марреро     | 6-3 3-6 4-6         |
| 2.  | 6 июля 2003     | Акапулько, Мексика     | Грунт    | Лукас Энгель      | 6-7(1) 6-7(5)       |
| 3.  | 5 июня 2005     | Сассуоло, Италия       | Грунт    | Оливер Марах      | 3-6 6-4 4-6         |
| 4.  | 29 января 2006  | Сантьяго, Чили         | Грунт    | Борис Пашански    | 2-6 6-7(9)          |
| 5.  | 20 августа 2006 | Бронкс, США            | Хард     | Майкл Расселл     | 0-6 2-6             |
| 6.  | 2 ноября 2008   | Кали, Колумбия         | Грунт    | Даниэль Кёллерер  | 4-6 3-6             |
| 7.  | 11 января 2009  | Сан-Паулу, Бразилия    | Хард     | Рикардо Мельо     | 2-6 4-6             |
| 8.  | 24 октября 2010 | Сантьяго, Чили         | Грунт    | Фабио Фоньини     | 2-6 6-7(2)          |
| 9.  | 15 апреля 2012  | Блуменау, Бразилия     | Грунт    | Антонио Веич      | 6-3 4-6 2-5 — отказ |
| 10. | 13 мая 2012     | Риу-Кенти, Бразилия    | Хард     | Гильерме Клезар   | 6-7(4) 3-6          |
| 11. | 11 ноября 2012  | Сан-Леополду, Бразилия | Грунт    | Орасио Себальос   | 6-3 5-7 6-7(2)      |
| 12. | 31 марта 2013   | Перейра, Колумбия      | Грунт    | Сантьяго Хиральдо | 2-6 4-6             |

### Финалы турниров в парном разряде

#### Финалы турнировATPв парном разряде (1)

##### Победы (1)
| Титулы                     |
| -------------------------- |
| Турниры Большого Шлема (0) |
| Финал Мирового тура (0)    |
| ATP Masters 1000 (0)       |
| ATP 500 (0)                |
| ATP 250 (0+1)              |

| Титулы по покрытиям | Титулы по месту проведения матчей турнира |
| ------------------- | ----------------------------------------- |
| Хард (0)            | Зал (0)                                   |
| Грунт (0+1)         | Зал (0)                                   |
| Трава (0)           | Открытый воздух (0+1)                     |
| Ковёр (0)           | Открытый воздух (0+1)                     |

| №  | Дата           | Турнир               | Покрытие | Партнёр        | Соперники в финале                      | Счёт           |
| 1. | 29 января 2007 | Винья-дель-Мар, Чили | Грунт    | Оскар Эрнандес | Альберт Монтаньес Рубен Рамирес-Идальго | 4-6 6-4 [10-6] |

#### Финалы челленджеров и фьючерсов в парном разряде (18)

##### Победы (8)
| №  | Дата            | Турнир                 | Покрытие | Партнёр         | Соперники в финале                         | Счёт              |
| 1. | 11 мая 2003     | Росарио, Аргентина     | Грунт    | Рикардо Шлахтер | Хуан-Пабло Бжежицки Матиас де Хенаро       | 7-6(4) 7-6(4)     |
| 2. | 18 мая 2003     | Росарио, Аргентина     | Грунт    | Рикардо Шлахтер | Джонатан Медина-Альварес Алехандро Поберах | 7-6(5) 6-3        |
| 3. | 25 мая 2003     | Росарио, Аргентина     | Грунт    | Рикардо Шлахтер | Джонатан Медина-Альварес Алехандро Поберах | 6-4 6-2           |
| 4. | 17 августа 2003 | Порту-Алегри, Бразилия | Грунт    | Эдуардо Борер   | Пабло Гонсалес Габриэль Питта              | 6-4 7-6(4)        |
| 5. | 24 августа 2003 | Гояния, Бразилия       | Хард     | Эдуардо Борер   | Педро Брага Роналдо Карвальо               | 6-3 6-4           |
| 6. | 6 ноября 2011   | Медельин, Колумбия     | Грунт    | Николас Массу   | Маттео Виола Алессио ди Мауро              | 6-2 4-6 [10-8]    |
| 7. | 11 марта 2012   | Сантьяго, Чили         | Грунт    | Марсель Фельдер | Хорхе Агилар Даниэль Гарса                 | 6-7(3) 6-4 [10-7] |
| 8. | 29 апреля 2012  | Сан-Паулу, Бразилия    | Грунт    | Марсель Фельдер | Андре Гем Жоао Педро Соржи                 | 7-5 6-3           |

##### Поражения (10)
| №   | Дата            | Турнир              | Покрытие | Партнёр           | Соперники в финале                     | Счёт              |
| 1.  | 27 апреля 2003  | Сантьяго, Чили      | Грунт    | Давид Марреро     | Адриан Гарсия Франсиско Кабелло        | 3-6 1-6           |
| 2.  | 29 июня 2003    | Четумаль, Мексика   | Хард     | Себастьян Декуд   | Тосихиди Мацуи Митихиса Онода          | 3-6 4-6           |
| 3.  | 31 августа 2003 | Форталеза, Бразилия | Хард     | Джеймс Окленд     | Алешандре Бонатто Фелипе Лемос         | 4-6 7-6(5) 6-7(0) |
| 4.  | 12 октября 2003 | Сантьяго, Чили      | Грунт    | Хуан-Фелипе Яньес | Бриан Дабул Дамиан Патриарка           | 4-6 6-7(5)        |
| 5.  | 19 октября 2003 | Сантьяго, Чили      | Грунт    | Хуан-Фелипе Яньес | Хуан-Игнасио Серда Филлип Харбё        | 5-7 6-2 3-6       |
| 6.  | 6 июня 2004     | Сассуоло, Италия    | Грунт    | Джанлука Баццика  | Энцо Артони Игнасио Гонсалес-Кинг      | 6-3 4-6 1-6       |
| 7.  | 24 октября 2004 | Антофагаста, Чили   | Грунт    | Филлип Харбё      | Оливер Марах Марко Нойнтайбль          | 2-6 0-6           |
| 8.  | 5 июня 2005     | Сассуоло, Италия    | Грунт    | Симоне Ваньоцци   | Хуан-Пабло Бжежицки Кристиан Вильягран | 6-7(5) 2-6        |
| 9.  | 16 октября 2005 | Кито, Эквадор       | Грунт    | Адриан Гарсия     | Хьюго Армандо Гленн Вайнер             | 3-6 1-6           |
| 10. | 8 июля 2007     | Кордова, Испания    | Хард     | Леонардо Майер    | Сантьяго Вентура Фернандо Висенте      | 4-6 3-6           |